# Peanos aksiomer
Peanos aksiomer, der blev opstillet af matematikeren Giuseppe Peano, består af fire udsagn, som definerer de naturlige tal.

## Aksiomerne
De naturlige tal, {\displaystyle \mathbb {N} }, er en mængde udstyret med en efterfølgerfunktion {\displaystyle S:\mathbb {N} \rightarrow \mathbb {N} }, der opfylder følgende fire aksiomer:
- Mængden er ikke-tom; altså den indeholder mindst ét element, som vi kan kalde 1: {\displaystyle 1\in \mathbb {N} }
- Dette element er et startelement i mængden, idet det ikke er efterfølger for noget andet element i mængden: {\displaystyle \forall n\in \mathbb {N} :1\neq S(n)}
- Forskellige elementer har forskellige efterfølgere: {\displaystyle \forall n,m\in \mathbb {N} :n\neq m\Rightarrow S(n)\neq S(m)}
- Hvis en delmængde {\displaystyle A\subseteq \mathbb {N} } opfylder, at {\displaystyle 1\in A} og {\displaystyle \forall n\in A:n\in A\Rightarrow S(n)\in A}, så udgør denne mængde faktisk hele {\displaystyle \mathbb {N} }: {\displaystyle A=\mathbb {N} }

Man kan se de første tre aksiomer som reglerne for den maskine – efterfølgerfunktionen – der skal "producere" de naturlige tal: Første aksiom sikrer, at vi har et element at gå ud fra, nemlig 1. Dette element er så ifølge andet aksiom det "første" element: Det er ikke efterfølger for noget andet tal. Desuden sker produktionen ifølge tredje aksiom "lineært": Eftersom forskellige tal har forskellige efterfølgere, springer man ved produktionen ikke pludseligt tilbage i rækken, så at sige, men fortsætter uendeligt.
Det sidste aksiom, som kaldes induktionsaksiomet, sikrer, at der ikke er flere elementer end dem, som defineres ved de første tre aksiomer. Det bruges desuden til at bevise princippet om matematisk induktion.